# Лапин, Александр Павлович
Алекса́ндр Па́влович Ла́пин (род. 1 января 1964, Казань) — российский военачальник. Командующий войсками Ленинградского военного округа с марта 2024 года, генерал-полковник (2019). Герой Российской Федерации (2022). Из-за вторжения России на Украину находится под санкциями стран Евросоюза и ряда других государств.

## Биография
Родился 1 января 1964 года в Казани в семье рабочих. После окончания средней школы учился в Казанском химико-технологическом институте (1981—1982). С 1982 по 1984 год проходил срочную службу в войсках ПВО. После срочной службы поступил в Казанское танковое командное училище, которое окончил в 1988 году. После окончания училища служил на должностях командира танкового взвода и танковой роты в Ленинградском военном округе и в береговых войсках Северного флота.
В 1997 году окончил Военную академию бронетанковых войск имени Малиновского. После окончания академии служил в 58-й общевойсковой армии командиром отдельного танкового батальона. С 1999 года — начальник штаба, командир 429-го отдельного мотострелкового полка 19-й мотострелковой дивизии. С 2001 по 2003 год — начальник штаба 20-й гвардейской мотострелковой Прикарпатско-Берлинской дивизии. С 2003 по 2006 год — командир 205-й отдельной мотострелковой Казачьей бригады (генерал-майор). С 2006 по 2007 год — командир 20-й гвардейской мотострелковой Прикарпатско-Берлинской дивизии.
В 2009 году окончил Военную академию Генерального штаба Вооружённых Сил Российской Федерации. После окончания академии — заместитель командующего 58-й армией.
С апреля 2012 по июль 2014 года — командующий 20-й гвардейской общевойсковой армией. В 2014 году присвоено воинское звание генерал-лейтенанта. С 2014 по 2017 год — начальник штаба — первый заместитель командующего войсками Восточного военного округа.
В 2017 году — начальник штаба группировки войск РФ, участвующих в гражданской войне в Сирии.
С сентября по ноябрь 2017 года — начальник Военного учебно-научного центра Сухопутных войск «Общевойсковая академия Вооружённых Сил Российской Федерации».
22 ноября 2017 года указом Президента Российской Федерации назначен на должность командующего войсками Центрального военного округа, 27 ноября 2017 года ему был вручён штандарт командующего войсками Центрального военного округа. В феврале 2019 года присвоено очередное воинское звание генерал-полковник.
С октября 2018 по январь 2019 года — командующий группировкой войск (сил) РФ в Сирийской Арабской Республике.
В 2020 году окончил факультет переподготовки и повышения квалификации высшего командного состава Военной академии Генерального штаба.
В 2022 году в ходе вторжения России на Украину Лапин командовал Центральным военным округом/группировкой российских войск «Центр». Находясь на этой должности, он наградил медалью Жукова собственного сына, руководившего окончившимся неудачей наступлением на Сумы и Чернигов. Новостная компания BBC отметила, что телевизионный сюжет о награждении вышел во время отступления российских войск из этих регионов.
24 июня 2022 года Минобороны России заявило, что группировка войск под командованием Лапина участвовала в боях за Лисичанск.
4 июля 2022 года указом Президента России Лапин был удостоен звания Героя Российской Федерации.
1 октября 2022 года Рамзан Кадыров в крайне жёстких формулировках обвинил Лапина в отступлении российских войск из Лимана. В середине октября один из командиров отступившего без приказа под Лиманом свежемобилизованного подразделения рассказал, что Лапин, пытаясь заставить сбежавших из-под артобстрелов военнослужащих вернуться на позиции, угрожал им убийством.
По сообщениям СМИ в конце октября был снят с должности. Не позднее первой недели января 2023 года назначен начальником Главного штаба — первым заместителем главнокомандующего Сухопутными войсками Российской Федерации.
Весной 2023 года в СМИ появилась информация о том, что Лапин находился в должности заместителя командующего Объединённой группировкой войск (сил).
По сообщениям СМИ в марте 2024 года назначен командующим войсками вновь созданного Ленинградского военного округа и группировки войск «Север».

## Санкции
15 марта 2022 года, на фоне вторжения России на Украину, Лапин внесён в санкционный список Великобритании как ответственный за развертывании российских войск, участвовавших в нападении на Украину.
6 мая 2022 года, внесён в санкционный список Канады за «соучастие в выборе президента Путина вторгнуться в мирную и суверенную страну». 19 октября 2022 года попал под санкции Украины как «причастный к агрессии против Украины».
23 июня 2023 года Лапин попал под санкции всех стран Евросоюза за действия которые подрывают или угрожают территориальной целостности, суверенитету и независимости Украины:

Он является главнокомандующим сухопутными силами России, непосредственно участвующими в агрессивной войне России против Украины. Ранее он был командующим Центральным военным округом России, в том числе во время войны России против Украины. В этой должности он командовал наступлением российской группировки, в 2022 году, на Черниговском и Сумском направлениях.— «Официальный журнал Европейского союза», Брюссель, 23 июня 2023 года
По аналогичным основаниям находится в санкционных списках Австралии и Новой Зеландии.

## Семья
Женат. Сын —  Денис Александрович Лапин (род.1986), подполковник, командир 1-го гвардейского танкового полка 2-й гвардейской мотострелковой дивизии.

## Награды
- Герой Российской Федерации (2022)
- Орден Святого Георгия IV степени (2017)[23][24];
- Орден «За заслуги перед Отечеством» IV степени с мечами;
- Орден Александра Невского;
- Орден Мужества;
- Орден «За военные заслуги»;
- Медаль ордена «За заслуги перед Отечеством» II степени;
- Медаль «За боевые отличия»;
- Медаль «Участнику военной операции в Сирии»;
- Медаль «За освобождение Пальмиры»;
- Медали СССР;
- Медали РФ;
- Медаль «Боевое содружество» (Сирия);
- Медаль «За заслуги перед Казачеством» 2 степени;
- Терский казачий знак «Генерал Ермолов»;
- Медаль «За заслуги в борьбе с международным терроризмом».